# Fly Away (Haddaway)
Fly Away is een nummer van de Trinidadiaans-Duitse zanger Haddaway uit 1995. Het is de eerste single van zijn tweede studioalbum The Drive.
Op "Fly Away" lijkt Haddaway een gevoel van verlangen naar ontsnapping over te brengen naar een betere plek om te leven. Het nummer werd in diverse landen een (bescheiden) hit. Zo bereikte het in Duitsland de 25e positie, en in het Verenigd Koninkrijk de 20e. In de Nederlandse Top 40 was het plaat succesvoller met een 9e positie, terwijl het in de Vlaamse Ultratop 50 goed was voor een 15e positie.

## Tracklijst
- Cd-single

1. "Fly Away" (radioversie) — 4:04
2. "Fly Away" (extended) — 6:43